# Roberto Morales
Roberto Torres Morales (ur. 7 marca 1989 w Pampelunie) – hiszpański piłkarz, występujący na pozycji pomocnika.